# الحصين (القبيطة)

تعديل مصدري - تعديل

الحصين هي إحدى قرى عزلة كرش بمديرية القبيطة التابعة لمحافظة لحج، بلغ تعداد سكانها 73 نسمة حسب تعداد اليمن لعام 2004.